# Kira Kimura
Pour les articles homonymes, voir Kimura.
Kira Kimura (木村キラ, Kimura Kira), né le 30 juin 2004, est un snowboardeur japonais dans le domaine freestyle (Big Air).

## Palmarès

### Coupe du monde
- 1 petit globe de cristal :
  - Vainqueur du classement big air en 2024.
- 4 podiums.